# Trematomus pennellii
Trematomus pennellii is een straalvinnige vissensoort uit de familie van ijskabeljauwen (Nototheniidae). De wetenschappelijke naam van de soort is voor het eerst geldig gepubliceerd in 1914 door Regan.